# JEN (общественная организация)
JEN (ранее Japan Emergency NGO) — международная неправительственная гуманитарная организация. Специализируется на оказании экстренной помощи, восстановлении инфраструктуры, поддержке образования и других социальных программ.
Организация была основана в январе 1994 года в бывшей Югославии группой из шести японских НПО. Благодаря совместной работе и консолидации человеческих и финансовых ресурсов нескольких НПО, стало возможно осуществлять проекты, которые были бы слишком сложны для отдельных НПО. Кроме того, организация была предназначена для осуществления более результативной гуманитарной помощи при содействии правительства Японии и ООН. С мая 1994 года, 14 филиалов организации были открыты в различных районах Сербии, Хорватии, Боснии и Герцеговины и Черногории для оказания помощи беженцам и перемещённым лицам. Проект JEN первоначально был рассчитан на полгода для оказания экстренной помощи, но позднее он преобразовался в долгосрочный проект по реабилитации беженцев. В 2004 году проекты JEN в бывшей Югославии были завершены и переданы местным НПО.
По состоянию на 2014 год, JEN работает в восьми странах мира, среди которых Афганистан, Гаити, Иордания, Ирак, Пакистан, Шри-Ланка, Южный Судан, Япония. Организация реализует различные проекты от восстановления школ в Ираке и Афганистане до программы предоставления жизнеобеспечения в Шри-Ланке. JEN осуществляла помощь жертвам землетрясений 2005 года в Кашмире, 2010 года на Гаити и 2011 года в Японии.